# 南橘北枳

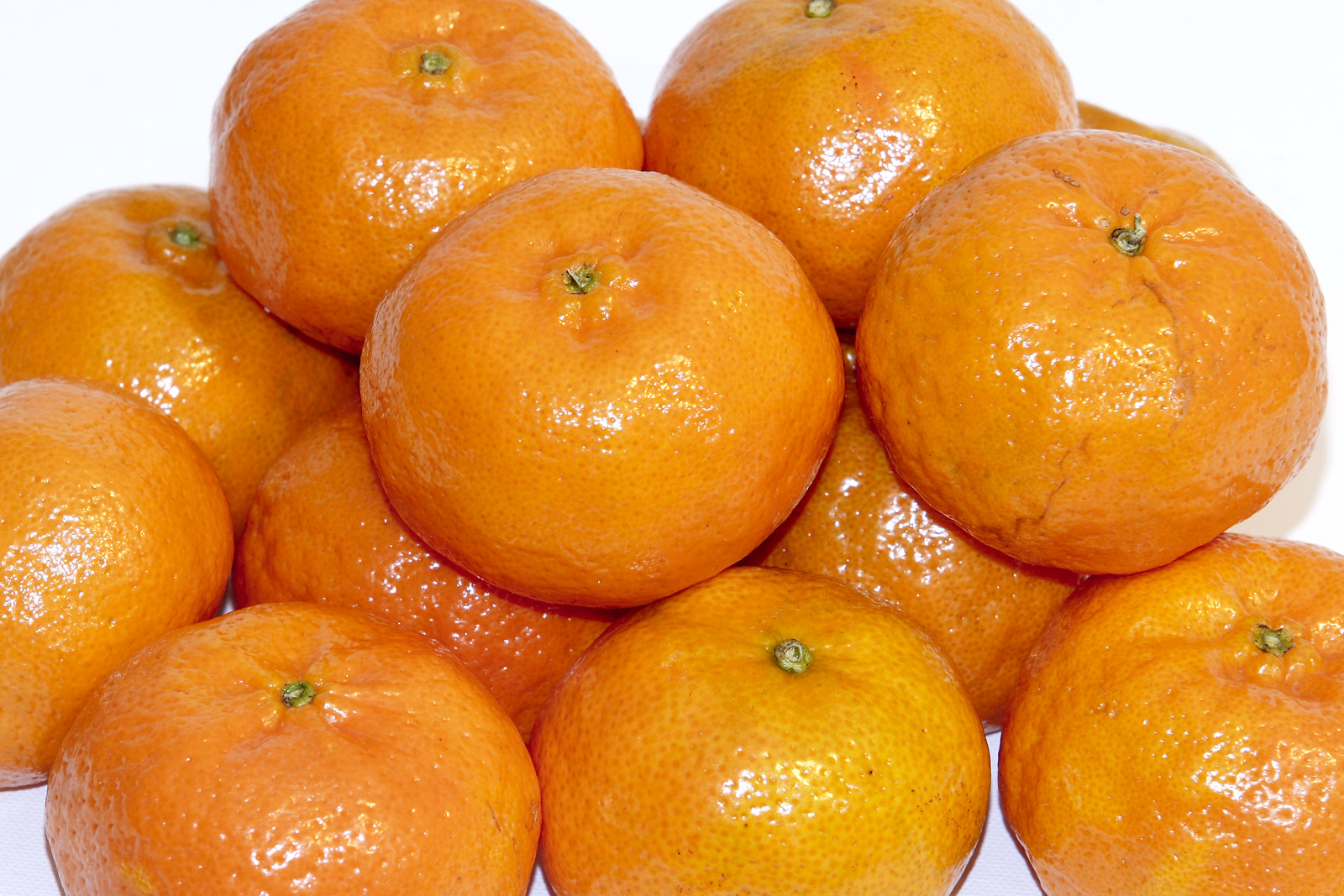
橘的果实

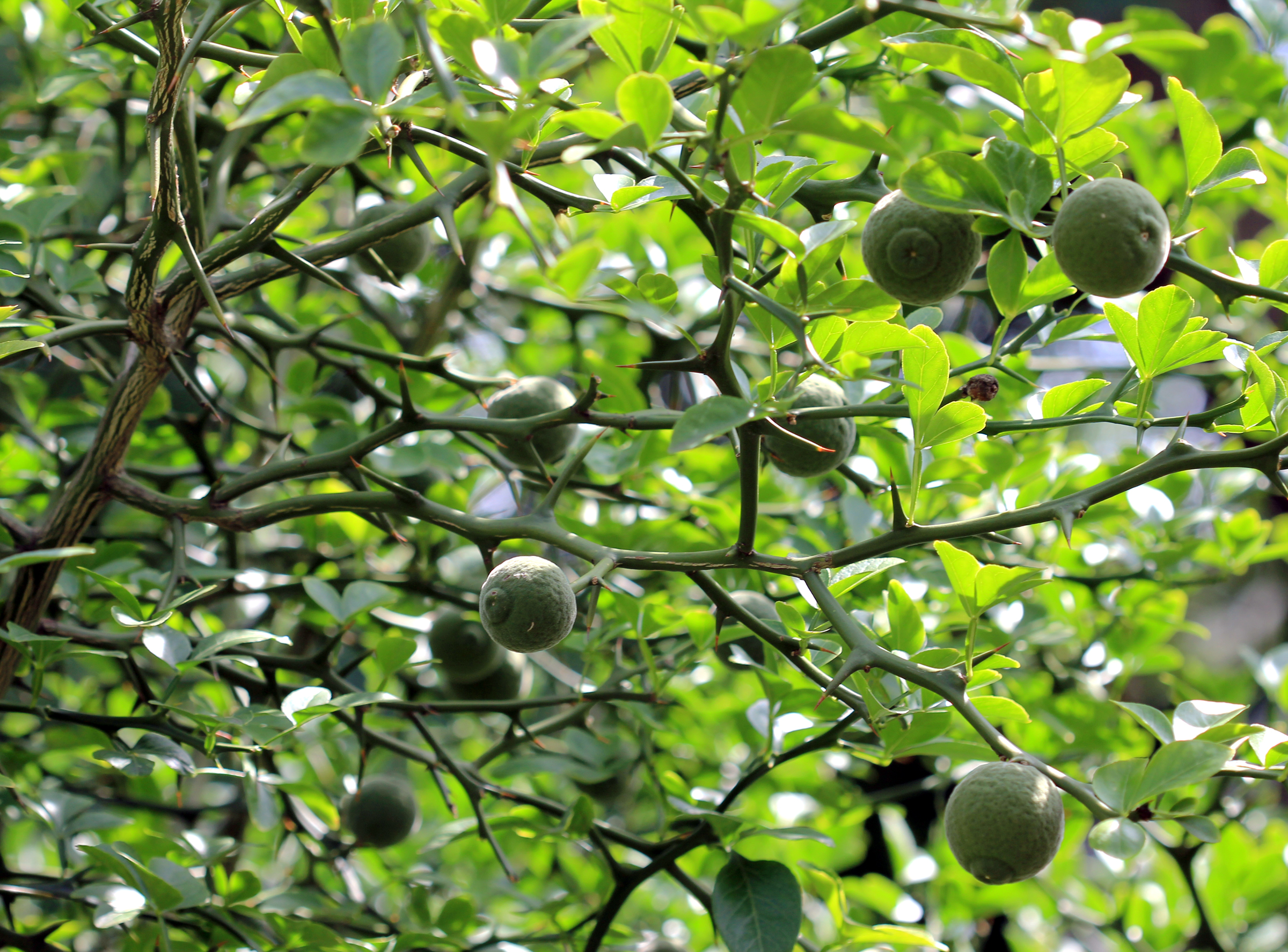
枳

南橘北枳（同淮橘為枳）是记载于《晏子春秋·内篇杂下》的一则故事，现已成为一则成语，表示橘树栽在淮南就是橘，而栽在淮北却变成了枳，以此表示同样的事物会因为环境不同而发生改变。但事實上，橘、枳為不同物种。

## 出处
根据《晏子春秋》记载，齐国的晏婴出使楚国，楚靈王想要羞辱晏婴，便在宴会上故意让人带着一个盗窃犯来到面前，说这是齐国人。楚王问晏婴，是否齐国人生来喜欢偷盗。晏婴回答说：“橘生淮南则为橘，生于淮北则为枳，叶徒相似，其实味不同。所以然者何？水土异也。今民生于齐不盗，入楚则盗，得无楚之水土使民善盗耶？”即齐国人到了楚國就成爲了盗窃犯，以「楚國的水土導致齐国人成爲了盗窃犯」反駁楚王。

## 演变
《晏子春秋》中并无“南橘北枳”四字出现，在《喻世明言》 中对这段历史故事的叙述中则出现了“南橘北枳”这四字，其中情节也有不同，例如被楚国人抓到的盗窃犯正是晏婴的随从。